# Marcos Conigliaro
Marcos Norberto Conigliaro (* 9. Dezember 1942 in Quilmes) ist ein ehemaliger argentinischer Fußballspieler auf der Position eines Stürmers.

## Laufbahn
Conigliaro begann seine Profikarriere 1959 bei seinem Heimatverein Quilmes AC, bei dem er drei Jahre unter Vertrag stand. 1962 wechselte er zum CA Independiente, mit dem er 1963 die argentinische Fußballmeisterschaft gewann. Unmittelbar nach diesem Erfolg wechselte er zu den Chacarita Juniors, bei denen er 1964 unter Vertrag stand.
Anschließend unterschrieb Conigliaro bei den Estudiantes de La Plata, seiner langjährigsten und erfolgreichsten Station. Mit den Estudiantes gewann er 1967 das Torneo Metropolitano. Es war der erste Meistertitel der Vereinsgeschichte, der in der folgenden Spielzeit zur Teilnahme an der Copa Libertadores berechtigte und die erfolgreichste Epoche der Vereinsgeschichte einläutete; denn in den Jahren 1968, 1969 und 1970 gewann Estudiantes den prestigeträchtigsten Wettbewerb Südamerikas dreimal in Folge und kämpfte somit ebenfalls dreimal um den Weltpokal. Conigliaro gehörte zur Stammformation dieser erfolgreichen Mannschaft und bestritt alle Finalspiele um die Copa Libertadores und den Weltpokal. Im ersten dieser Spiele um den Weltpokal, dem vor eigenem Publikum ausgetragenen Hinspiel 1968 gegen Manchester United, erzielte Conigliaro das einzige Tor zum 1:0-Erfolg seiner Mannschaft, die drei Wochen später durch ein 1:1 im Old Trafford zum bisher einzigen Mal in der Vereinsgeschichte den Weltpokal gewann.
Nach diesem Titelhattrick zog es Conigliaro ins Ausland. Seine erste Station war der mexikanische Verein CSD Jalisco, bevor er von 1972 bis 1975 in Europa für den niederländischen KSV Oudenaarde und den Schweizer FC Lugano spielte. In der Saison 1975/76 ließ Conigliaro seine aktive Laufbahn in Reihen des chilenischen Vereins Everton de Viña del Mar ausklingen.

## Erfolge
- Weltpokal: 1968
- Copa Libertadores: 1968, 1969, 1970
- Argentinischer Meister: 1963, Met 1967